# Saria
Saria (en griego: Σαρία; en italiano: Saria; en turco: Küçük Kerpe) es una isla de Grecia. Es una isla rocosa y volcánica a lo largo de la costa norte de Kárpatos, separada de ella por el estrecho de Díavlos Sarías (Δίαυλος Σαρίας) de 100 m de ancho y 1,5 m de profundidad. Saria tiene casi 8 kilómetros de largo, hasta 4,5 kilómetros de ancho y un área de 20,429 km². La isla montañosa y árida alcanza una altura de 631 metros.
Administrativamente forma parte de la comunidad de Olymbos. El censo de 2011 reportó una población residente de 45 personas. Presenta una escasa vida animal y vegetal y tiene una serie de acantilados escarpados. Aunque solo pastores viven en Saria ahora, las ruinas de una antigua ciudad se pueden encontrar aquí. Es también un lugar de cría de una raza de halcón conocida como halcón de Eleonora.

## Historia
Los sarios formaron parte de la Liga de Delos puesto que aparecen en los registros de tributos de Atenas en los años 428/7 y 415/4 a. C., donde pagaron un phoros de 300 y 200 dracmas respectivamente. Se ha sugerido que la ciudad de los sarios podría identificarse con la ciudad de Nísiros que Estrabón ubica en la isla de Kárpatos, pero esta identificación es discutida. Se da la circunstancia de que en la antigüedad, Saria y Karpatos estaban conectadas por un puente de tierra y solo más tarde desplazamientos de terrenos resultado de terremotos provocaron el aislamiento de las islas. Probablemente alrededor del año 900 d.E. se fundó la ciudad de Palatia como muestran las ruinas de un monasterio. En 1420 casi todos los residentes de la isla la abandonaron debido a los constantes ataques piratas y fundaron el pueblo de Olymbos en Kárpatos.
Aunque el nombre es objeto de controversia, los estudiosos lo relacionan con el nombre de una antigua princesa griega llamada Catalina descendiente de un linaje real de Saria. Leyendas griegas dicen que ella era tan hermosa como Helena de Troya y por eso dieron el nombre de su majestad a una isla. En Saria se recuerda la historia de que existió un reino llamado Mikri Nisyros.
Evolución de la población de Saria
| Año        | 1947 | 1951 | 1961 | 1971 | 1981 | 1991 | 2001 | 2011 |
| ---------- | ---- | ---- | ---- | ---- | ---- | ---- | ---- | ---- |
| Habitantes | 20   | 16   | 18   | 13   | 4    | -    | 22   | 45   |

Hoy en día la isla está habitada solo de vez en cuando por los pastores y agricultores provenientes de Karpatos, que están al cuidado de las ovejas y las cabras y practican la agricultura en áreas pequeñas. Saria tiene algunas playas muy pequeñas pero prácticamente vírgenes. No hay una infraestructura turística, la isla se puede visitar en el contexto de los viajes diarios desde Karpatos ofreciendo paseos.